# Alexander Buchan (météorologue)
Pour les articles homonymes, voir Alexander Buchan et Buchan.
Alexander Buchan (né le 11 avril 1829 à Kinnesswood (en), Portmoak (en) – mort le 13 mai 1907 à Édimbourg) est un météorologue, océanographe et botaniste écossais. On lui crédite l'utilisation de la carte météorologique comme base pour les prévisions météorologiques modernes. Il est également l'auteur de la théorie des Buchan Spells (ar).
Buchan a été secrétaire de la Scottish Meteorological Society (en) pendant 47 ans. De 1860 jusqu'à sa mort, il a été l'éditeur du Journal of the Scottish Meteorological Society. Il a également été membre du conseil du Met Office ainsi que curateur de la bibliothèque de la Royal Society of Edinburgh. Il a été une personnalité clé pour la création de l'observatoire de Ben Nevis et a préparé des bulletins océanographiques et météorologiques pour l'expédition du Challenger.

## Biographie

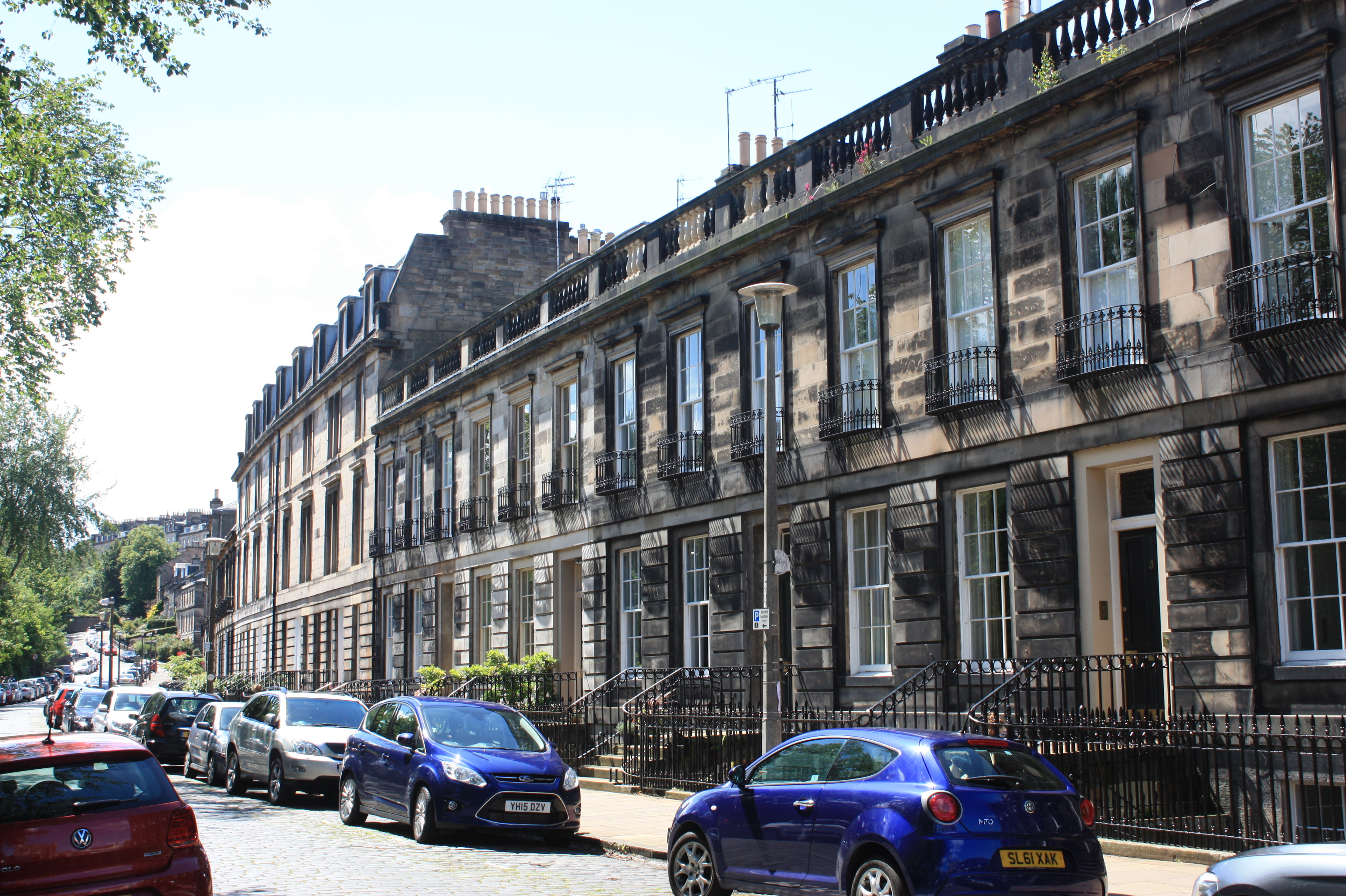
Dean Terrace, Édimbourg, maison d'Alexander Buchan.

Buchan naît à Kinnesswood, sur la rive nord du Loch Leven. Il est le fils d'Alexander Buchan et de Margaret Day Hill.
Buchan étudie au Free Church College (en) d'Édimbourg, puis à l'université d'Édimbourg.
En 1864, il épouse Sarah Ritchie (?-1900). En 1868, il est élu membre de la Royal Society of Edimburg.
En 1870, il est élu président de la Botanical Society of Edinburgh.

## Publications
- (en)The Atmospheric Circulation
- (en)Handy book of Meteorology (1867)
- (en)Introductory Textbook of Meteorology (1871)
- (en)Encyclopædia Britannica 9th edition: Atmosphere (1875)